# Église Saint-Martin de Cournon-d'Auvergne
L'église Saint-Martin est une église catholique située à Cournon-d'Auvergne, en France.

## Localisation
L'église est située dans le département français du Puy-de-Dôme, sur la commune de Cournon-d'Auvergne.

## Historique
Le massif barlong, le clocher, le déambulatoire et les chapelles rayonnantes, ensemble caractéristique de l'art roman auvergnat, se sont écroulés au XVIIIe siècle et ont été reconstruits au XIXe siècle.
L'édifice est classé au titre des monuments historiques en 1912.